# Telebasis paraensei
Telebasis paraensei är en trollsländeart som beskrevs av Machado 1956. Telebasis paraensei ingår i släktet Telebasis och familjen dammflicksländor. Inga underarter finns listade i Catalogue of Life.